# جووانی پیکو دلا میراندولا
جووانی پیکو دلا میراندولا (به ایتالیایی: Giovanni Pico della Mirandola) زاده ۲۴ فوریهٔ ۱۴۶۳ درگذشته ۱۷ نوامبر ۱۴۹۴) یک فیلسوف و نویسنده اهل ایتالیا بود.
پیکو دلا یکی از چهره‌های مهم دوره رنسانس بود که کتاب خطابه در مورد شأن انسان را نوشت، که در قرون وسطی غیرقابل تفکر بود. وی عمر کوتاهی داشت و در ۳۱ سالگی درگذشت.
دوران جوانی و تحصیلات
جوانی پیکو دلا میراندا، فیلسوف ایتالیایی رنسانس، پسر جیانفرانچسکو اول، کنت میراندا و جولیا بویاردی، پنجمین و کوچکترین فرزند خانواده بود. پس از مرگ پدرش در سال 1467، توسط مادرش  برای یک حرفه مذهبی آماده شد. با این حال، پیکو از سن 14 سالگی به فلسفه و زبان های کلاسیک علاقه مند شد و این امر مسیر زندگانیِ کوتاه او را تغییر داد.
در سال 1477، او تحصیل در رشته حقوق کلیسا را در دانشگاه بولونیا آغاز کرد، اما پس از چندی، آن را رها کرد و پس از مرگ مادرش در سال 1478، او در سال 1479 به فرارا نقل مکان کرده و در آنجا به مطالعات اومانیستی که در دوران رنسانس بسیار شکوفا شده بود، روی آورد. او در سال 1480 برای گسترش مطالعه فلسفه‌ای خود دربابِ ارسطو به پادوآ رفت. پادوآ مرکز ارسطوگراییِ ایتالیایی بود و  نقش مهمی در درک پیکو  از ارسطو داشت.
سال های پربار در فلورانس
در سال 1483، پیکو به فلورانس نقل مکان کرد و در حلقه لورنزو دی مگنو، که شامل مارسیلیو فیچینو و آنجلو پولیزیانو نیز می شد، فعالیت کرد. او با فیچینو دوستی صمیمی و مادام العمری برقرار کرد که تحت تأثیر اختلاف نظرهایِ فلسفی بعدی که میان آن‌ها درگرفت، قرار نگرفت. در این رابطه، پیکو صراحتاً به آرمان دوستی فیثاغورسیان اعتراف کرد. از ژوئیه 1485 تا مارس 1486، او در پاریس زندگی می کرد، جایی که به طور قاطع به ارسطوگرایی متعهد بود.
سفرهای بعدی و دستاوردهای علمی
پیکو در سال 1486 به رم سفر کرد، جایی که قصد داشت 900 تز خود را در مورد موضوعات مختلف فلسفی و الهیاتی ارائه دهد. با این حال، پاپ اینتز هشتم این تزها را به دلیل ادعای بدعت آنها محکوم کرد. پیکو مجبور شد از رم فرار کند و چندین سال در تبعید زندگی کرد. با وجود تمامِ سختی ها، پیکو به نوشتن و مطالعه ادامه داد. او آثار مهمی در زمینه فلسفه، الهیات، کابالا و زبان شناسی نوشت و به خاطر تلاش هایش برای آشتی دادن سنت های فلسفی و مذهبی مختلف مشهور شد.
میراث فلسفی و تاثیر بر فلسفه روشنگری
پیکو دلا میراندا به عنوان یکی از بنیانگذاران اومانیسم شناخته می شود.